# Northern Sydney Freight Corridor
Northern Sydney Freight Corridor (NSFC) (svenska: Norra Sydneys godsstråk) är ett pågående byggprojekt i New South Wales i Australien som syftar till att förbättra godstransporten på järnväg genom norra Sydney. Projektet, som omfattar fyra delprojekt, har ett sammanlagt värde på ungefär 1,1 miljarder australiska dollar (AUD) (ungefär 7,7 miljarder SEK) och bekostas av staten Australien (840 miljoner AUD - drygt 5,88 miljarder SEK) och delstaten New South Wales (214 miljoner AUD - cirka 1,5 miljarder SEK). Projektet liknar Southern Sydney Freight Line, vars syfte är att förbättra godstransporten på järnväg i södra Sydney.

## Projekt
Northern Sydney Freight Corridorprojektet består av fyra olika delprojekt som ska bidra till att förbättra punktligheten och tillförlitligheten av godståg som åker genom norra Sydney. Tre av delprojekten sköts av Transport for New South Wales medan den fjärde, Hexham Passing Loop, sköts av Australian Rail Track Corporation.

### North Strahtfield Rail Underpass
North Strathfield Rail Underpass är ett projekt med ett värde på 435 miljoner AUD (drygt 3 miljarder SEK), som omfattar bland annat en ny järnvägstunnel under järnvägsbanan Main Northern Line, 850 m av upprustat spår, 2400 m av nytt spår samt en tillgänglighetsanpassning av järnvägsstationen Concord West Railway Station. Den nya järnvägstunnel innebär att godståg körande i riktning mot Sydney ska kunna köra från stambanan Main Northern Line, som trafikeras av många persontåg, till godsbanan North Strahtfield Goods Line i en planskild korsning och alltså slippa behöva vänta tills det finns ett gap mellan persontågen. Utöver detta ska det vara möjligt för att godståg som väntar ett tågmöte med ett tåg på North Strahtfield Goods Line att stå klart av stambanan och inte störa persontågstrafiken. Projektet räknas inte att stå klart förrän 2015.

### Epping to Thornleigh Third Track
Epping to Thornleigh Third Track är ett projekt med ett värde på 520 miljoner AUD (drygt 3,6 miljarder SEK), som omfattar bland annat byggandet av 6 km nytt spår mellan Epping och Pennant Hills, och tillgänglighetsanpassningen av järnvägsstationen Cheltenham Railway Station. Eftersom det finns en brant bäcke på 20 och 25 ‰ mellan Epping och Pennant Hills kör godståg betydligt långsammare än persontåg längs denna sträcka, något som innebär att godståg måste följa efter persontåg. När det tredje spåret tas i bruk ska det vara möjligt för persontåg att köra om långsamma godståg, och detta innebär att godståg ska kunna trafikera sträckan när som helst. Projektet räknas inte att stå klart förrän sen 2016.

### Gosford Passing Loops
Gosford Passing Loops är ett projekt med ett värde på 120 miljoner AUD (drygt 840 miljoner SEK), som omfattar byggandet av 4,6 km nya spår, upprustningen av 900 m av befintligt spår, borttagningen av 800 m befintligt spår och andra tillhörande arbete i Gosford. När de nya spåren tas i bruk ska det vara möjligt att leda godståg till de nya spåren och låta andra, snabbare, tåg köra om. Detta innebär att godståg kan köra till Gosford och sedan följa ett persontåg från Gosford istället för att vänta i Sydney eller Broadmeadow och följa persontåget från där, något som ger möjligheten för flera godståg att trafikera banan, och även förminskar restiden för godståg. Projektet räknas inte att stå klart förrän 2015.

### Hexham Passing Loop
Hexham Passing Loop är ett projekt med ett värde på 25 miljoner AUD (175 miljoner SEK). Till skillnad från de tre andra projekten sköts detta projekt av Australian Rail Track Corporation eftersom Hexham ligger i ett område som sköts av Australian Rail Track Corporation. Projektet omfattar byggandet av ett nytt spår nära Hexham där godståg kan invänta en tågväg till Sydney utan att störa andra tåg. Hexham Passing Loop togs i bruk den 20 juli 2012.

### Webbkällor
- Transport for New South Wales. ”Northern Sydney Freight Corridor - Industry Briefing - 24 January 2012” (på engelska). Arkiverad från originalet den 4 mars 2016. https://web.archive.org/web/20160304040820/http://www.transport.nsw.gov.au/sites/default/files/b2b/projects/NSFC_industry_briefing_presentation_FINAL_24_01_2012.pdf. Läst 26 juni 2012.